# 대한민국 형사소송법 제269조
대한민국 형사소송법 제269조는제1회 공판기일의 유예기간에 대한 형사소송법의 조문이다.

## 조문
제269조(제1회 공판기일의 유예기간) ① 제1회 공판기일은 소환장의 송달 후 5일 이상의 유예기간을 두어야 한다.
②피고인이 이의없는 때에는 전항의 유예기간을 두지 아니할 수 있다.

第269條(第1回 公判期日의 猶豫期間) ① 第1回 公判期日은 召喚狀의 送達 後 5日 以上의 猶豫期間을 두어야 한다.
②被告人이 異議없는 때에는 前項의 猶豫期間을 두지 아니할 수 있다.

## 해설
본 조에서 유예기간을 주는 이유는 피고인에게 준비할 시간을 주어 방어권을 보장하기 위해서 있다.

## 참고 문헌
- 손동권 신이철, 새로운 형사소송법(초판, 2013), 세창, 2013. ISBN 9788984114081